# UN Käerjéng 97
El UN Käerjéng 97 es un equipo de fútbol de Luxemburgo que participa en la División Nacional de Luxemburgo, la primera categoría de fútbol en el país.

## Historia
Fue fundado en 1997 en la ciudad de Bascharage, al suroeste de Luxemburgo, por la fusión de Union Sportive Bascharage y Jeunesse Hautcharage.
Este equipo tiene la desgracia de haber recibido el marcador global más abultado en la historia de las competiciones europeas, una derrota por 21-0 ante el Chelsea FC de Inglaterra, marca que posteriormente fue igualada por el US Rumelange, quien también perdió por ese marcador ante el Feyenoord de Países Bajos.

## Palmarés

### Como el Jeunesse Hautcharage
- Copa de Luxemburgo: 1

1970–71

### Desde la Fusión
- Éirepromotioun: 1

2015-16

## Copas Europeas
| Temporada | Torneo                     | Ronda             | Club           | Casa | Visita | Global  |
| --------- | -------------------------- | ----------------- | -------------- | ---- | ------ | ------- |
| 1971/72   | Recopa de Europa de fútbol | 1                 | Chelsea FC     | 0-8  | 0-13   | 0-21    |
| 2007/08   | UEFA Cup                   | 1ª Clasificatoria | Lillestrøm SK  | 1-0  | 1-2    | 2-2 (v) |
| 2007/08   | UEFA Cup                   | 2ª Clasificatoria | Standard Lieja | 0-3  | 0-1    | 0-4     |
| 2011/12   | UEFA Europa League         | 1ª Clasificatoria | BK Häcken      | 1-1  | 1-5    | 2-6     |

### Récord Europeo
|                | P | G | E | P | GF | GC | GD  |
| -------------- | - | - | - | - | -- | -- | --- |
| UN Käerjéng 97 | 8 | 1 | 1 | 6 | 4  | 33 | −29 |

## Entrenadores desde el 2000
- Angelo Fiorucci (2000–09)
- Claude Heinz (2009)
- Roland Schaack (2010–)

## Jugadores

### Jugadores destacados
- Jonathan Zydko